# 白坂下総介
白坂 下総介（しらさか しもうさのすけ）は、戦国時代の武士。実名は不明。北原氏の家臣。

## 生涯
白坂下総守兼次の子として誕生。父・兼次は高原・高崎の地頭で、かつ志和地城の城主であったが、天文11年（1542年）に北郷氏との戦いに敗れ戦死、志和地城も奪われている。一方、子の下総介は、『本藩人物誌』に「高崎の人」とあり、父の死後に志和地より移り住んだものと思われる。
永禄元年（1558年）、主君である北原氏13代当主・北原兼守が急死、更に兼守の叔父・兼孝の嫡子に娶らせるはずの兼守の娘も急死したことで家督問題が発生する。これに兼守の正室である麻生の実父・伊東義祐が介入、北原氏庶流である馬関田右衛門佐を麻生に娶せ北原氏を継がせようと画策した。下総介らがこれに異を唱えると、永禄2年（1559年）3月17日、義祐は下総介ら反対派を都於郡城へ呼び寄せて詰問する。義祐はその帰り道である六野原（むつのばる）に兵を伏せており、下総介ら反対派が通りかかるとこれを取り囲んで、北原三河守ら11人に詰め腹を切らせた。下総介はどうにか逃げ延び、島津氏の家臣・樺山善久の許へ身を寄せたが、反対派が粛清されたことにより、家督は馬関田右衛門佐が継ぎ、北原家は事実上日向伊東氏に簒奪されるに至った。
下総介は北原家再興を画策、樺山善久を介してそれを薩摩国・大隅国・日向三国の守護である島津貴久に依頼する。貴久はこれを応諾すると北郷時久・相良義陽にも協力を打診、永禄5年（1562年）島津氏・北郷氏・相良氏の三家は真幸院から伊東氏を追い出し、北原旧領を取り戻した。そして、北原家の家督は北原兼親が継ぎ飯野城へ入った。下総介も高原城に入り、伊東氏を牽制した。
ところが、翌永禄6年（1563年）に相良氏が裏切り伊東氏と手を結ぶと、共に飯野の大明神城を落城させる。更に、翌永禄7年（1564年）5月に伊東勢により北原氏に従属する大河平氏の今城が陥落するなどしたことから、下総介は後難を恐れて北原氏を出奔した。以後の所在は不明。『本藩人物誌』に「出奔シテ守護方ニ参シ樺山善久ニ倚テ降ルトイフ」とあり、樺山善久に仕えたものか。